# UIM
uim ("Universal Input Method") многоязыковая система ввода, поддерживающая несколько методов ввода. Поддерживает xim (X Input Method) через мост uim-xim. Работает в GTK+ и Qt приложениях. Есть мост для консоли (uim-fep), Emacs (uim.el), и Mac (MacUIM).

## Поддерживаемые методы ввода
Китайский: 
- New Pinyin (Simplified)
- Pinyin (Unicode)
- Pinyin (Traditional)
- WuBi 86
- ZhengMa
- Chewing (Traditional)[1]

Японский: 
- Ajax IME
- Anthy
- Canna
- FreeWnn
- Mana
- Mozc [2]
- PRIME
- SKK
- Social IME
- T-Code
- Try-Code
- TUT-Code
- Yahoo! Japan API

Корейский: 
- Byeoru
- Hangul (2-beol)
- Hangul (3-beol)
- Hangul (Romaja)

другие: 
- ELatin (ввод латиницы в стиле Emacs)
- m17n (uim-m17n)